# Jesús Fichamba
Jesús Humberto Fichamba Vásquez (Otavalo, 7 de febrero de 1947-Guayaquil, 26 de abril de 2021) fue un reconocido cantante indígena ecuatoriano, conocido por su participación en el XIV Festival de la OTI en 1985 en representación de Ecuador.

## Biografía

### Vida privada
Nació en Peguche, Otavalo, el 7 de febrero de 1947 siendo hijo de José Manuel Fichamba y Josefina Vásquez. Originalmente, quiso ser boxeador pero luego de ganar por KO en una pelea de boxeo en Ambato, sufrió un accidente de tránsito que afectó su columna y terminó inclinándose por la música
.

## Carrera musical

#### Inicios
Inició su vida artística en Guayaquil, en el año 1969 y en 1970 ganó 500 sucres en un festival del cantón Milagro. En 1983 grabó su primer disco titulado Fichamba Internacional. Fue miembro del grupo de Aladino, con quienes hizo su primera aparición el 15 de noviembre de 1984 en el programa Chispazos.

#### Festival OTI de la Canción
En 1985 grabó su segundo disco llamado Soñando. También ganó el primer lugar del Festival OTI capítulo Ecuador para representar al país en España, por lo que Luis Padilla Guevara, compuso  una canción para que Fichamba la interpretara conmemorando los 500 años del descubrimiento de América aunque para esto todavía faltaban 7 años ya que este suceso fue en 1492. El 21 de septiembre de 1985 participó en el Festival de la decimocuarta edición del Gran Premio de la Televisión Iberoamericana (OTI) realizado en España, vestido de poncho y alpargatas, interpretó La Pinta, la Niña y la Santa María, tema otorgado por Luis Padilla Guevara autor de la letra y la música, arreglos musicales de Gustavo Pacheco; según consta en el Registro del Instituto Nacional de Propiedad Intelectual IEPI, en la actualidad SENADI.. Su participación al igual que las de Puerto Rico y México fue ovacionada por el público. Al final obtuvo un polémico segundo lugar en un empate junto al representante de Argentina, Marcelo Alejandro. El primer lugar fue obtenido por la canción representante de México, “El fandango aquí”, del folclorista marcial Alejandro, e interpretada por Eugenia León, país que había sufrido un terremoto pocos días antes del evento. El tercer lugar fue obtenido por Chile. En 1989 Fichamba volvió a concursar en la OTI esta vez celebrado en Miami USA, y sin ocupar ningún lugar, y donde volvió a ganar México. Después del festival fue invitado a diversos programas, Noches Viejas de Madrid, entre otros.

#### Carrera posterior al Festival OTI

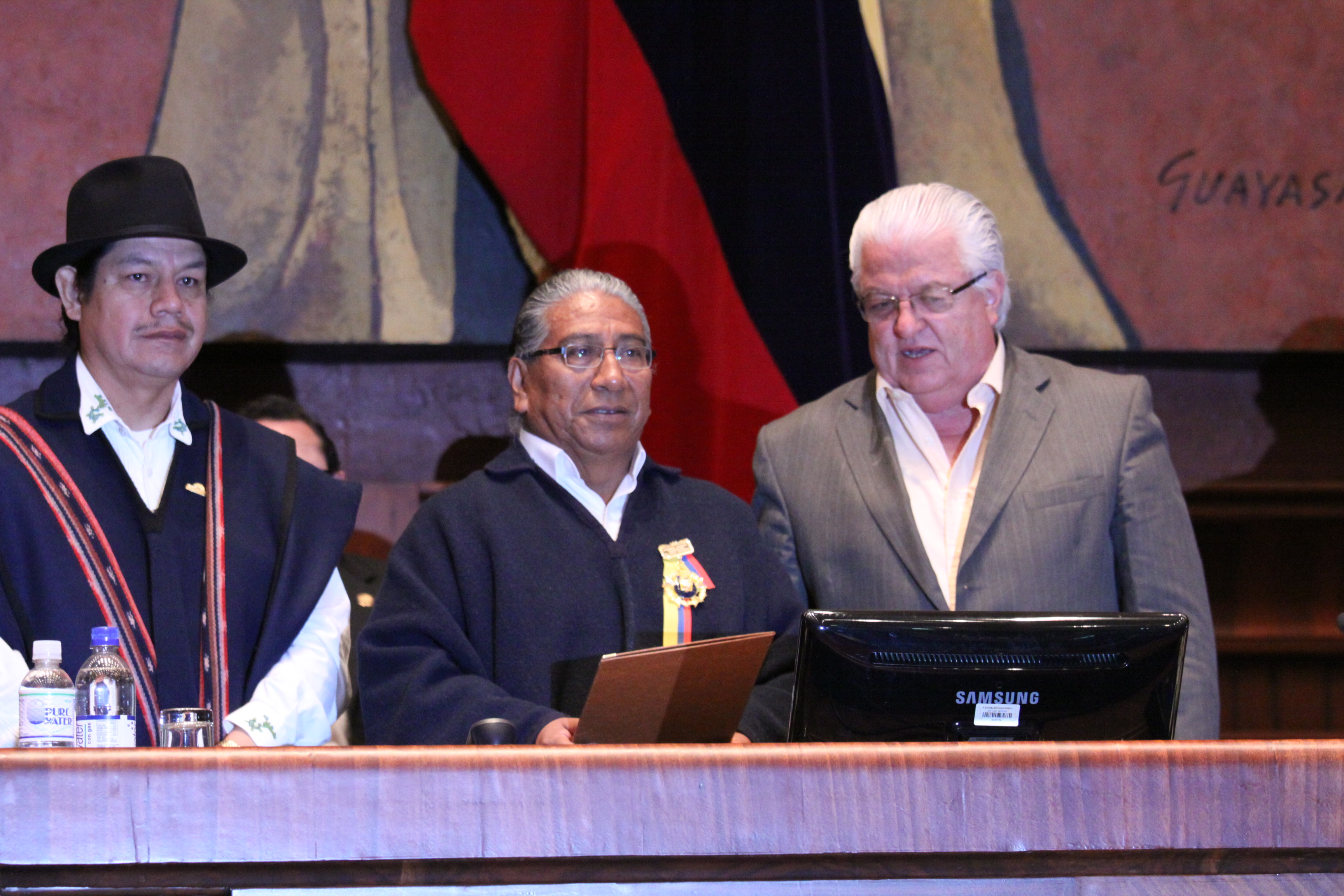
Jesús Fichamba condecorado por la Asamblea Nacional en 2011.

Entre 1990 y 2000 se mantuvo promocionando a nivel internacional, en diversas ferias y festivales artísticos, y se dedicó a su negocio de venta de calzado en la bahía, sector comercial de la ciudad de Guayaquil cada vez que regresaba al Ecuador. En 1992 participó nuevamente en el Festival OTI con el tema Una canción para dos mundos. Radicó en Palma de Mallorca desde el año 2003 hasta sus últimos años y era propietario de un cibercafé.

#### Homenajes y reconocimientos
El martes 21 de septiembre de 2010, al conmemorarse 25 años de su participación en el Festival de la OTI, recibió una placa conmemorativa por parte de la embajada de Ecuador en España. El 5 de abril de 2011 la Asamblea Nacional de la República del Ecuador le otorgó la condecoración “Dr. Vicente Rocafuerte” al mérito cultural por su carrera musical y por la participación en el Festival OTI de 1985 y 1992. El 17 de febrero de 2012 fue homenajeado por la Casa de la Cultura Ecuatoriana, Núcleo de El Oro en la Cámara de Industrias de El Oro.

## Fallecimiento
El 14 de abril de 2021 fue internado en la unidad de cuidados intensivos del Hospital Teodoro Maldonado Carbo de Guayaquil a causa de la COVID-19. Sin embargo, no logró recuperarse de dicha enfermedad y falleció 12 días después, la mañana del 26 de abril de 2021 a la edad de 74 años. Sus restos fueron sepultados el mismo día de su deceso, en el Camposanto Parque de la Paz de la parroquia La Aurora, en el cantón Daule.